# Otus thilohoffmanni
Mocho-d'orelhas-do-ceilão ou mocho-de-orelhas-inesperado (Otus thilohoffmanni) é uma espécie de ave estrigiforme pertencente à família Strigidae que habita as florestas húmidas do sudoeste do Sri Lanka. É endémica deste país.
Foi formalmente descrita como nova espécie no ano de 2004. Desde 1868 que nenhuma nova espécie de ave tinha sido descoberta no Sri Lanka, altura em que foi relatada a espécie Myophonus blighi.
Tem hábitos nocturnos e alimenta-se de insectos que captura próximo do solo.